# روس روبرتسون
روس روبرتسون (بالإنجليزية: Ross Robertson)‏ (3 يونيو 1991 في المملكة المتحدة - ) هو لاعب كرة قدم بريطاني في مركز الهجوم. لعب مع جلينفتون أثلتيك ‏ وهورلفورد يونايتد ‏ ونادي آير يونايتد.

## وصلات خارجية
- روس روبرتسون على موقع قاعدة بيانات كرة القدم.إي يو (الإنجليزية)